# Pont du Pré-Claou
Le pont du Pré-Claou est un pont à poutres qui franchit le lac de Saint-Cassien dans le Var.

## Histoire
Le lac de Saint-Cassien fut créé après la rupture du barrage de Malpasset. La mise en eau du lac intervint en 1966.
La D37 fut implantée sur le rivage Est du lac, qui comporte deux ouvrages d'art, un pont court et un pont  long : le pont du Pré-Claou (ouvert en 1965). En 1992, les deux ponts donnèrent des signes de fatigue et la circulation dut être restreinte : des fissures furent observées dans les poutres en béton armé, ce qui amena à renforcer les poutres maîtresses par des poutres en charpente métallique. 

## Caractéristiques
Le pont a une longueur totale de 350 m, il est composé de neuf piles en béton armé qui sont toutes espacées de 35 m.

## Galerie

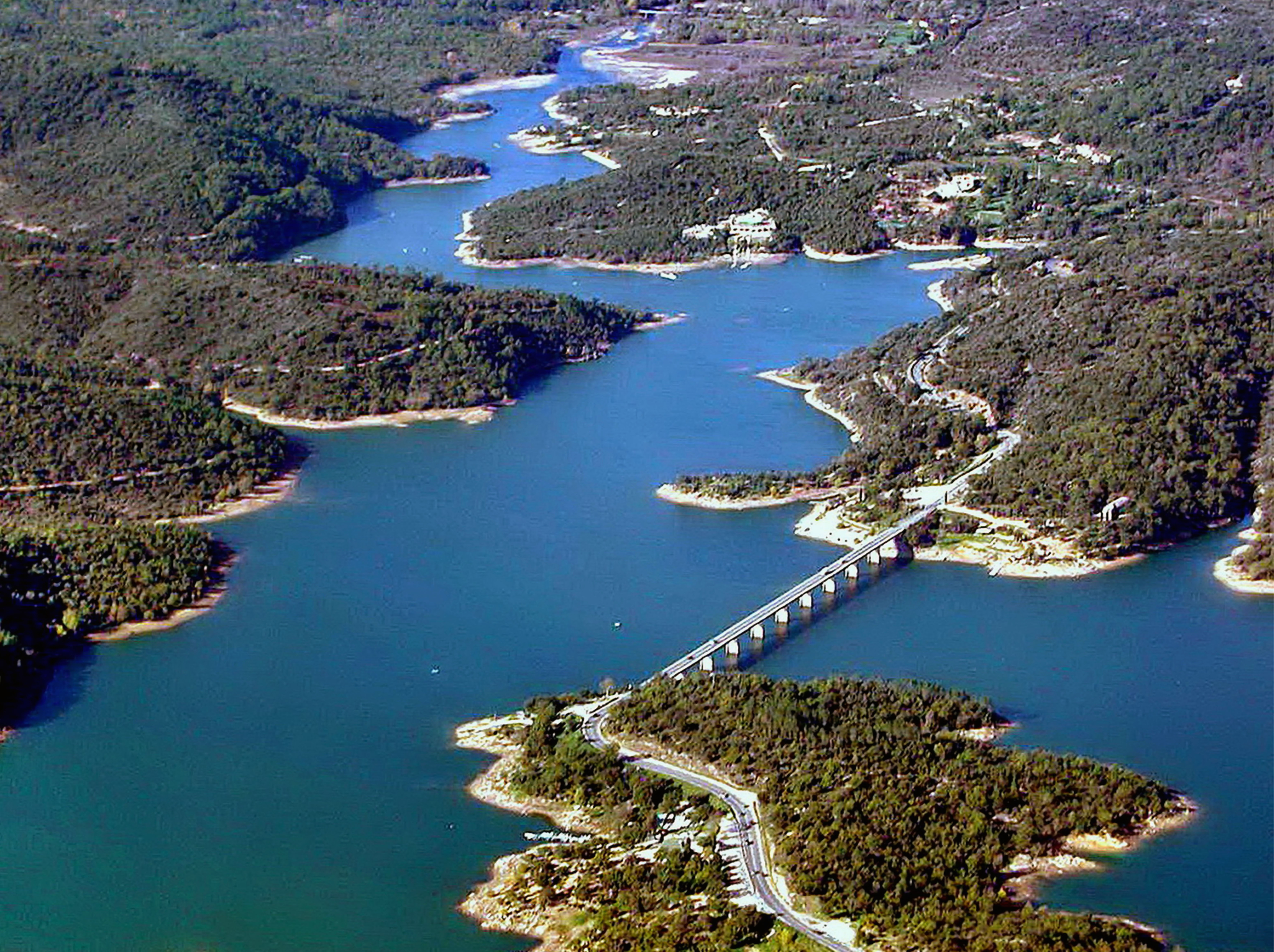
Vue aérienne.
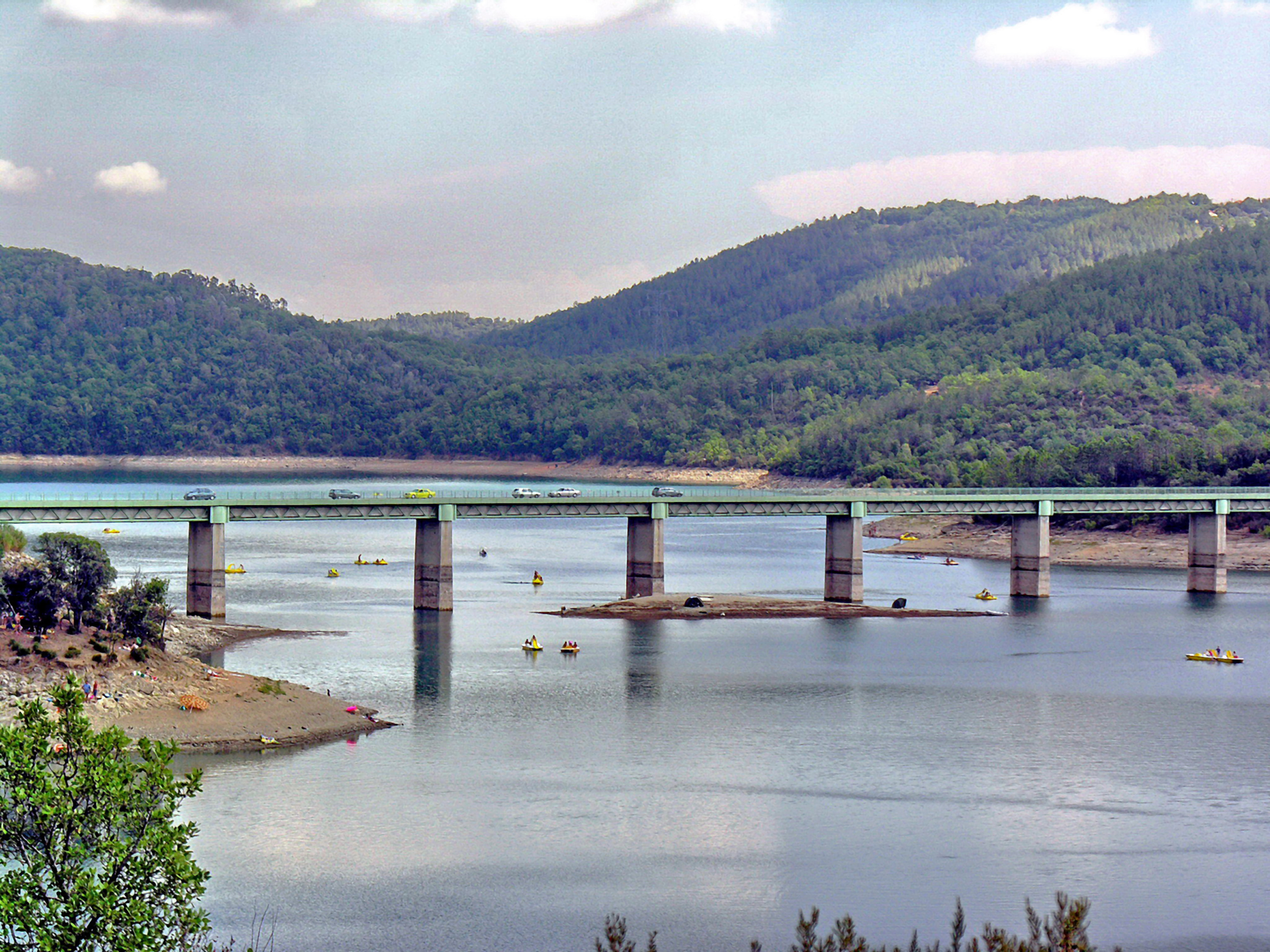
Pré-Claou, lors d'une grande marée, en 2006.
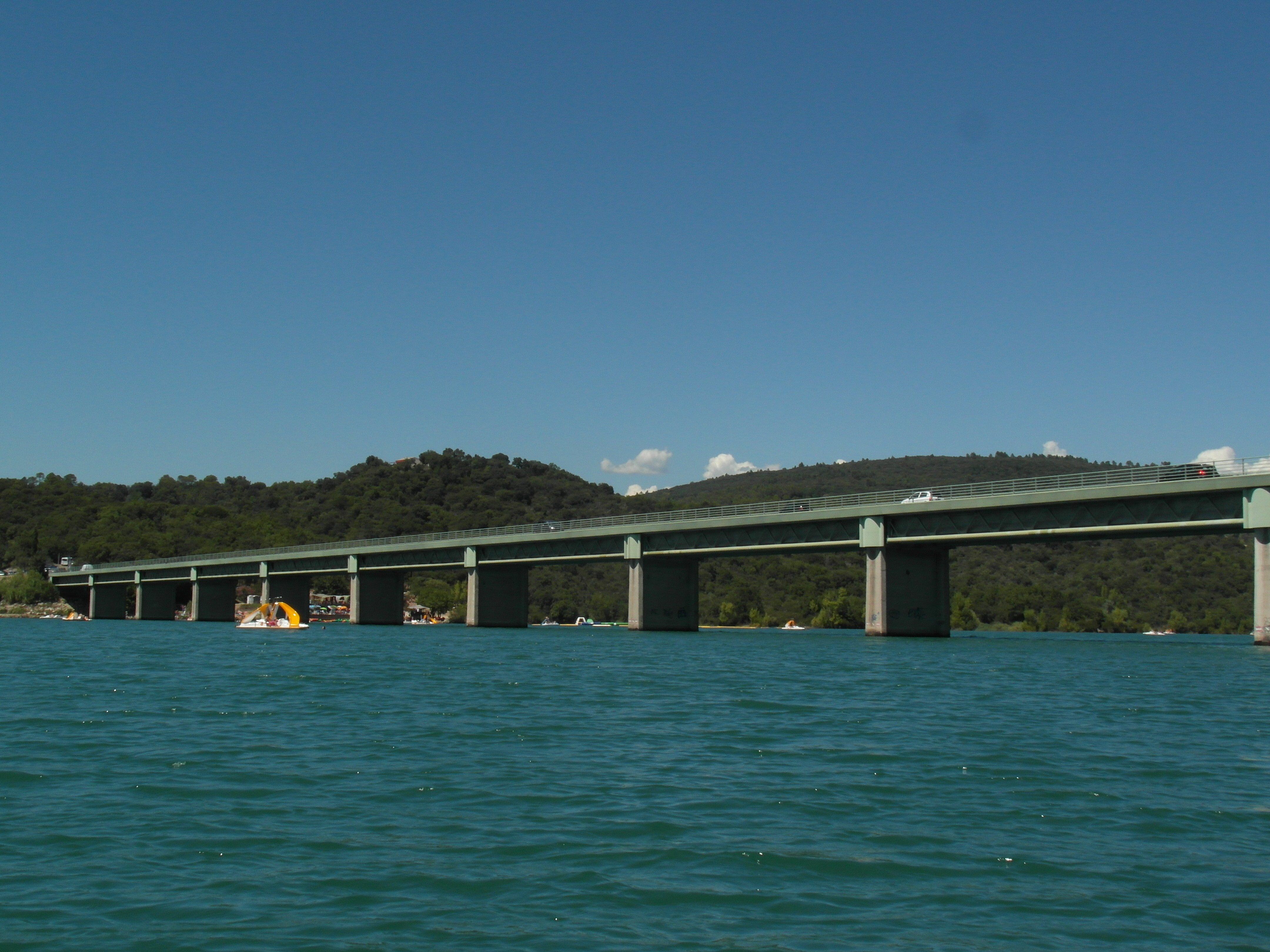
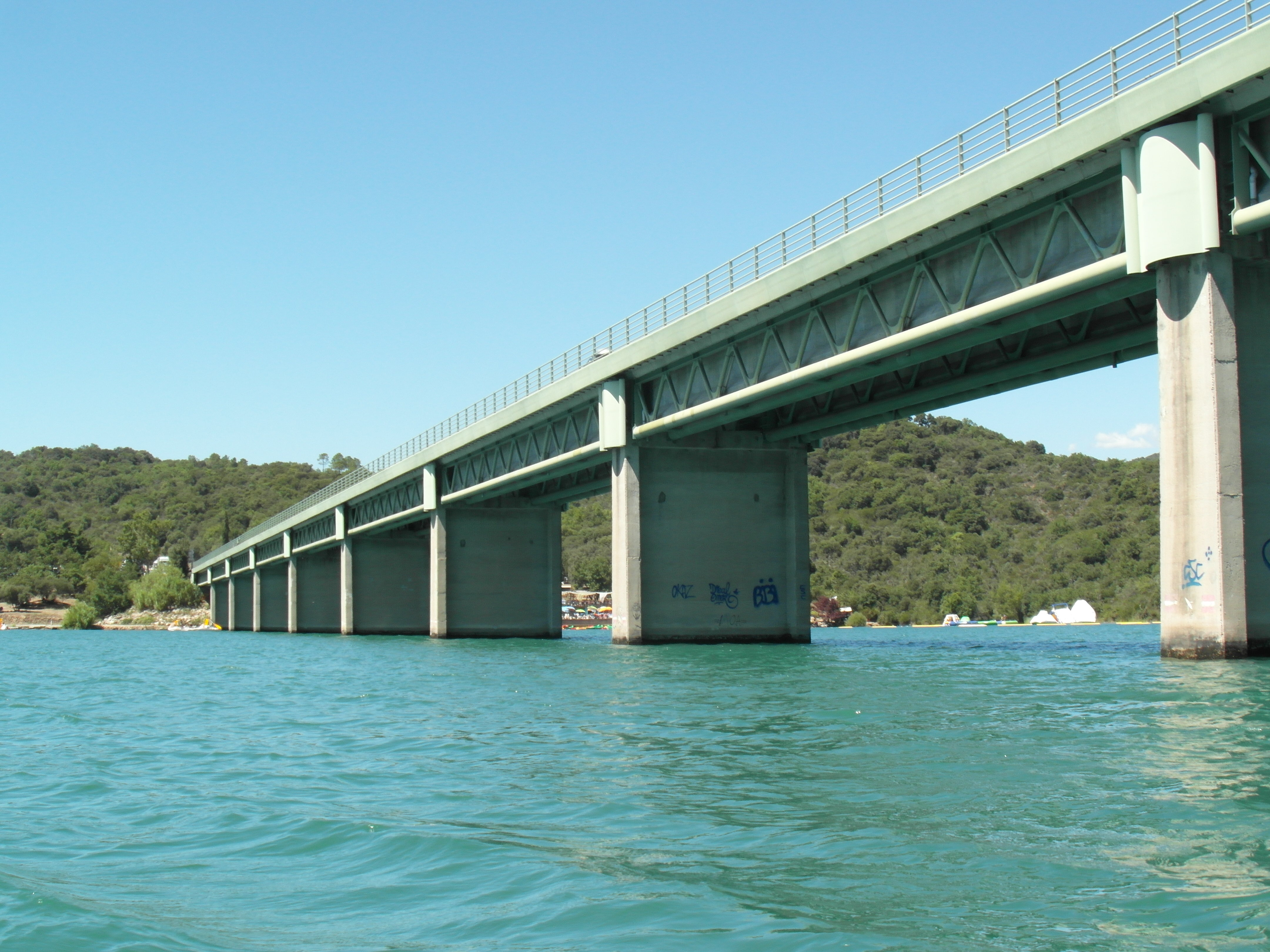
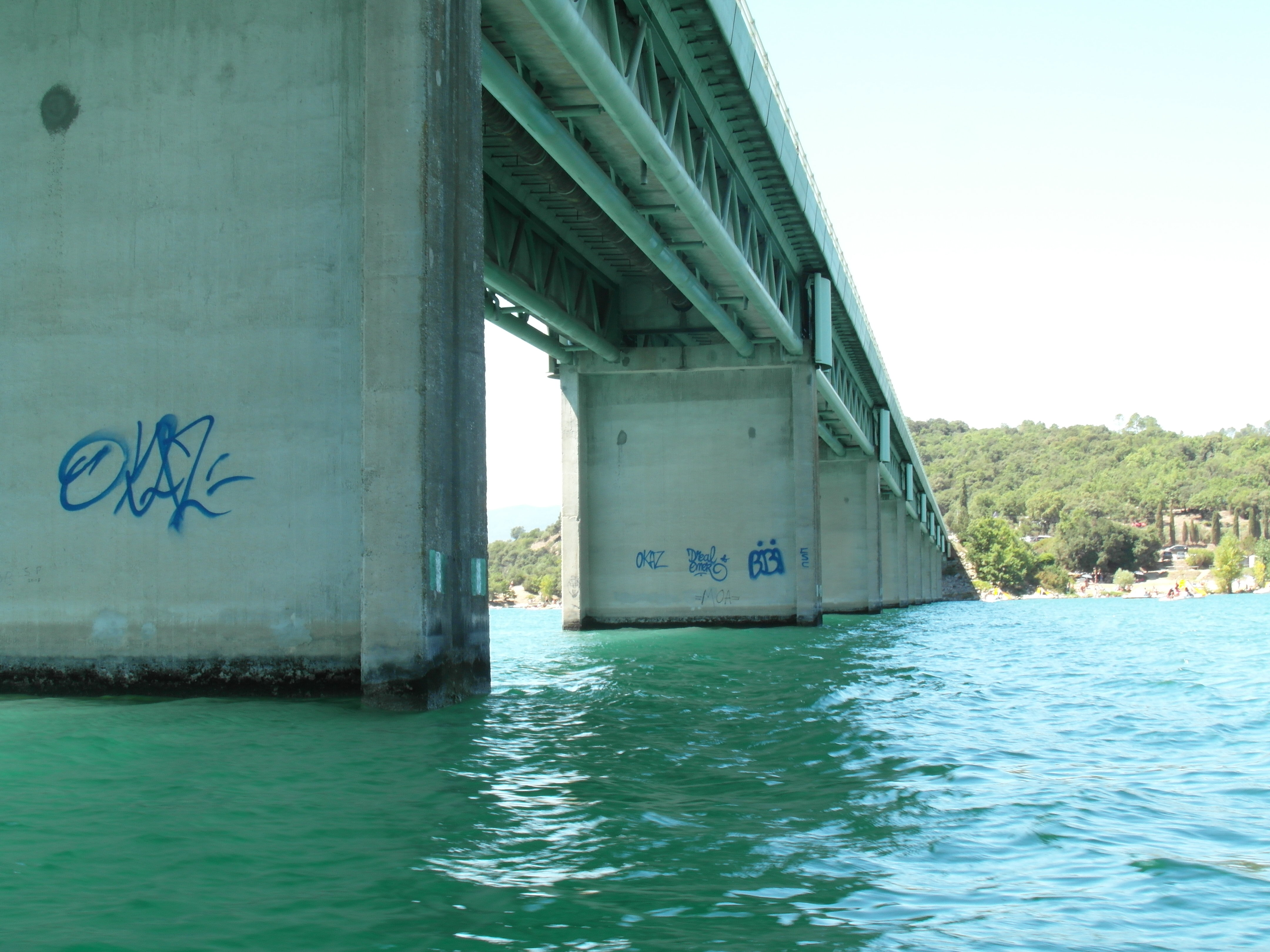
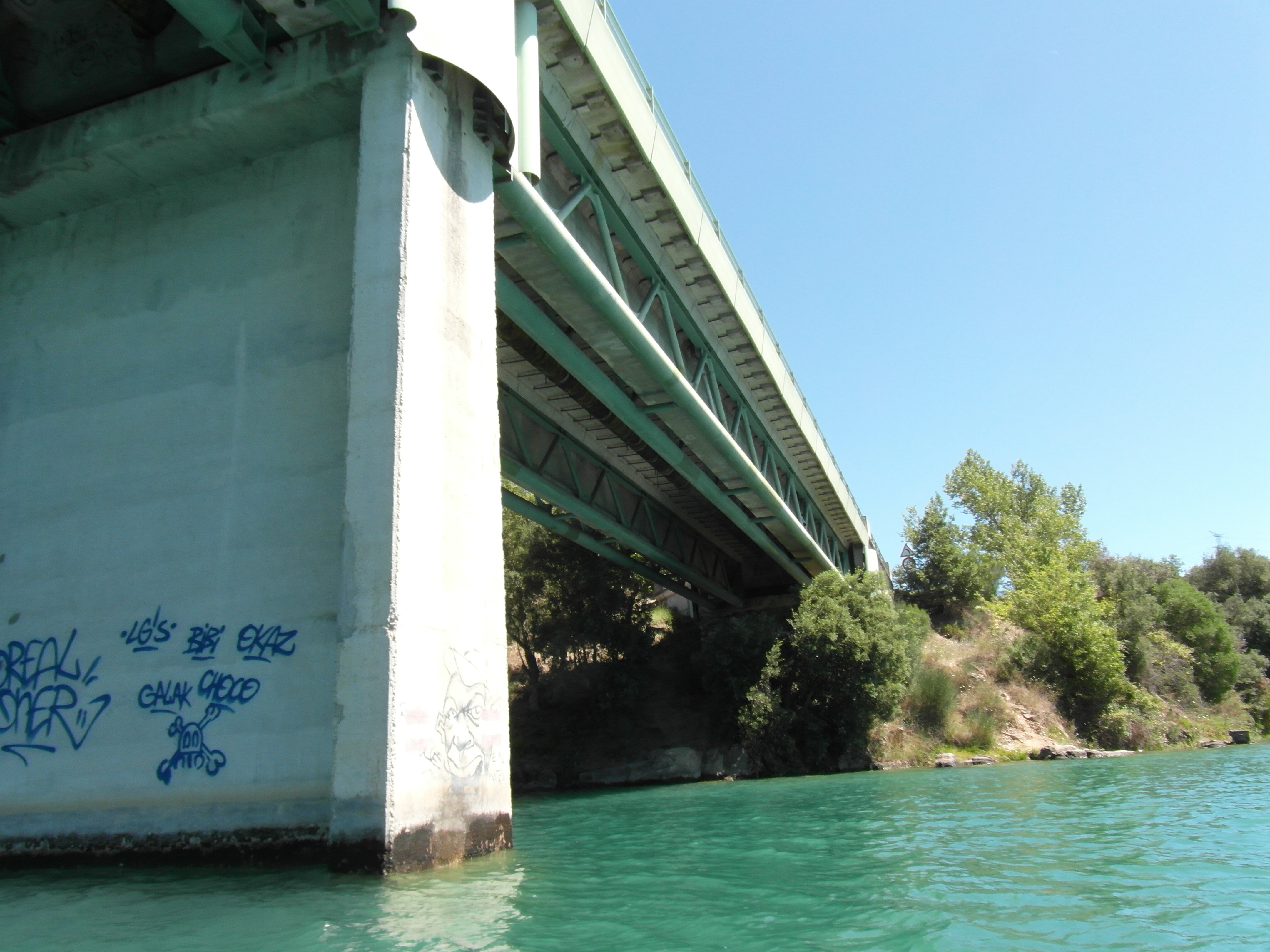
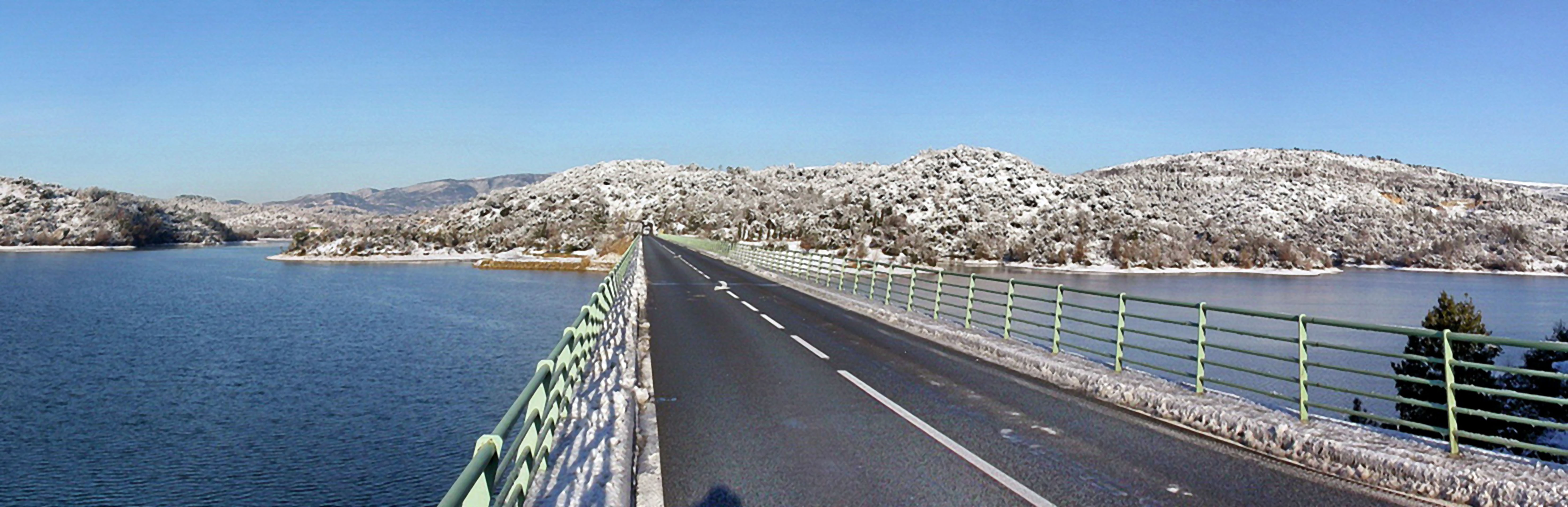
Pré-Claou en hiver.
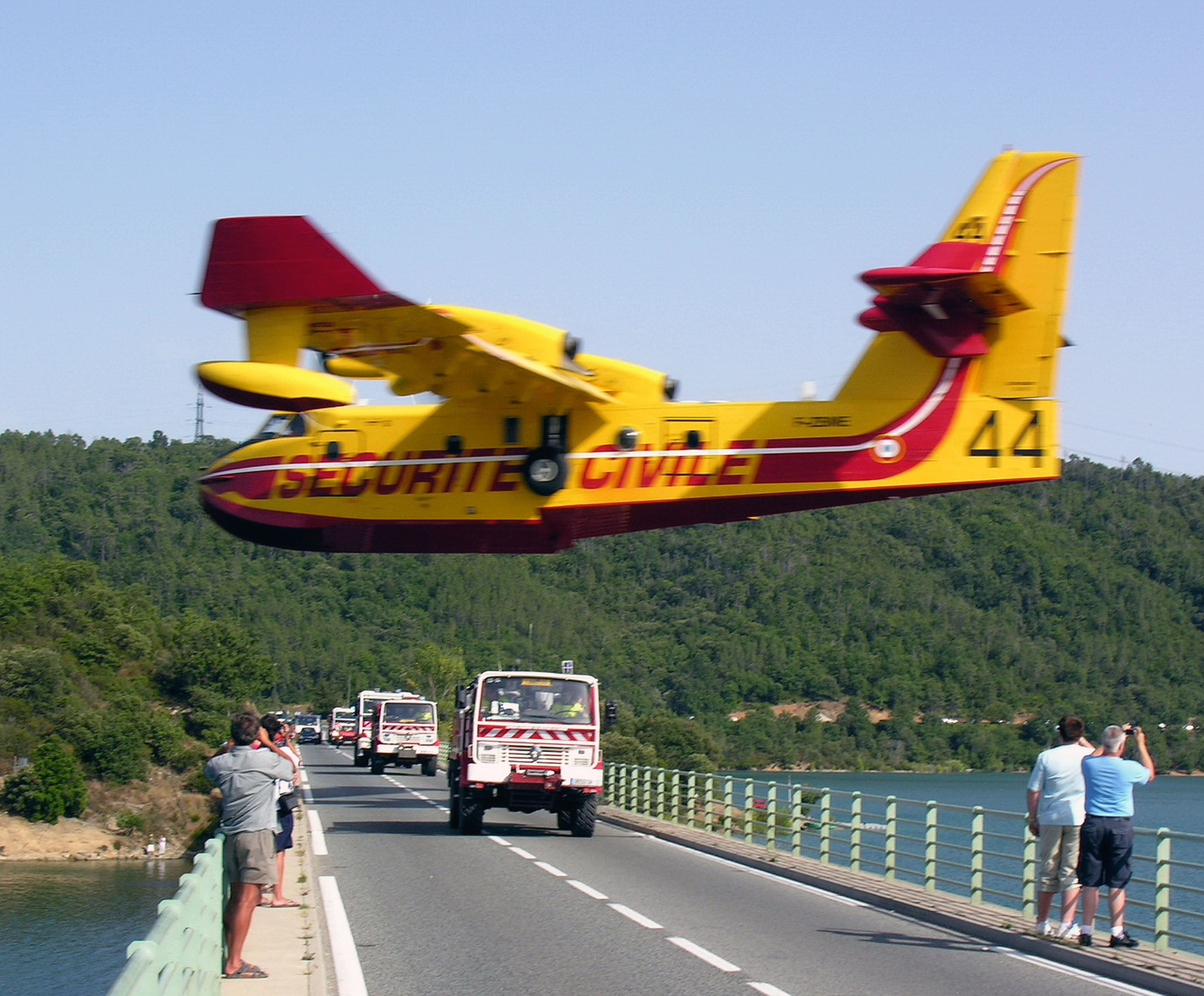
Le pont et les pompiers.
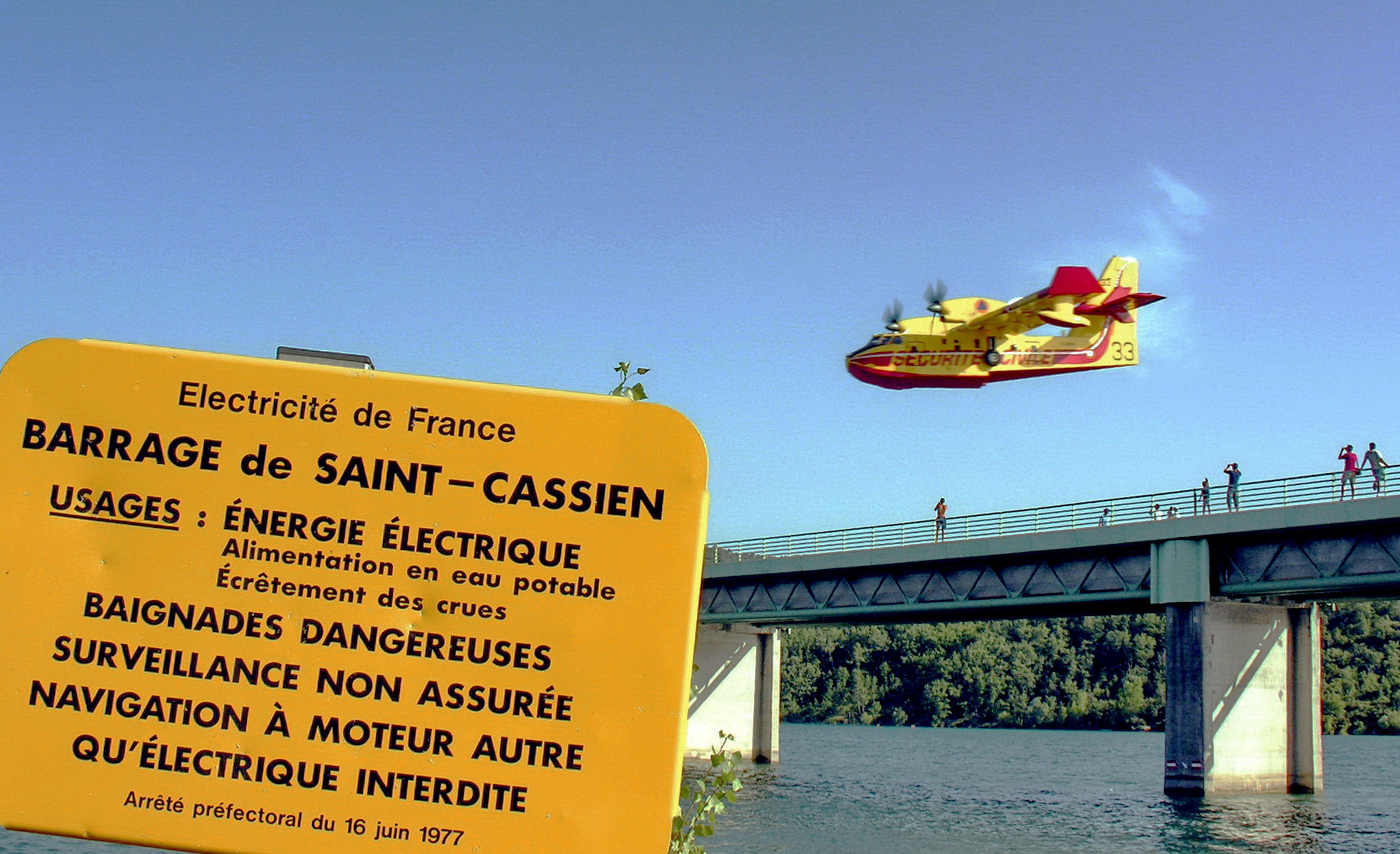
Saut d'obstacle au-dessus de Pré-Claou.